# Pedro Fernández de Frías
Pedro Fernández de Frías (Frías, cerca de 1350 – Florença, 19 de setembro de 1420) foi um cardeal castelhano da Igreja Católica, que foi arcipreste da Basílica de São Pedro.

## Biografia

### Início de vida
Nasceu em uma família modesta, da qual quase nada se sabe. Não parece que fosse um homem de grande capacidade intelectual ou espiritualidade excepcional. Seu mentor, o arcebispo de Toledo, Pedro Tenorio, sem cujo apoio Frías teria se tornado nada mais do que um intrigante clérigo local, o apoiou para que se tornasse cônego da Catedral de Burgos e arquidiácono de Treviño.
Acabou eleito como bispo de Osma em 21 de março de 1379. Gozando de certa influência na corte de João I de Castela, como evidenciado por sua participação nas Cortes de Segóvia em 1386 e Briviesca um ano depois, foi membro da Real Audiência e logo se tornou indispensável e começou a participar de embaixadas na época do Grande Cisma do Ocidente.

### Cardinalato
Foi criado cardeal pelo Papa de Avinhão Clemente VII no Consistório de 23 de janeiro de 1394, em Avinhão, recebendo o título de cardeal-presbítero de Santa Praxedes, provavelmente em 1396. Nessa ocasião, é nomeado como administrador apostólico de Osma.
No entanto, o cardeal Fernández de Frías não se mudou para a Cúria de Avinhão, mas permaneceu em Castela e por isso não participou do conclave de 1394, durante o qual o aragonês Pedro de Luna foi eleito pontífice com o nome de Bento XIII.
Em 1395, o novo papa o confirmou à frente de sua diocese, depois que uma embaixada francesa sondou sem sucesso o Reino de Castela para uma recomposição do cisma. Dois anos depois, porém, seguiu-se a "neutralidade" do Reino de Castela - a decisão foi adotada na reunião de julho-agosto de 1397 em Salamanca sob a influência de Pedro Tenorio e Fernández de Frías - e, finalmente, em 1398 Castela retirou sua obediência a Bento XIII.

### Desavenças com Bento XIII de Avinhão
Fernández de Frías não participou pessoalmente com os outros cardeais no confronto armado no Palácio dos Papas de Avinhão, no entanto, Bento XIII não esqueceu a posição de hostilidade assumida por ele e quando em 1399, após a morte do arcebispo Tenorio, a sé de Toledo ficou vaga, o pontífice não o transferiu para lá, mas nomeou seu próprio sobrinho depois que o Reino de Castela, em 1403, renovou sua obediência ao papa de Avinhão. Em 1402, fundou o Mosteiro Santa María de Jerónimos de Espeja.

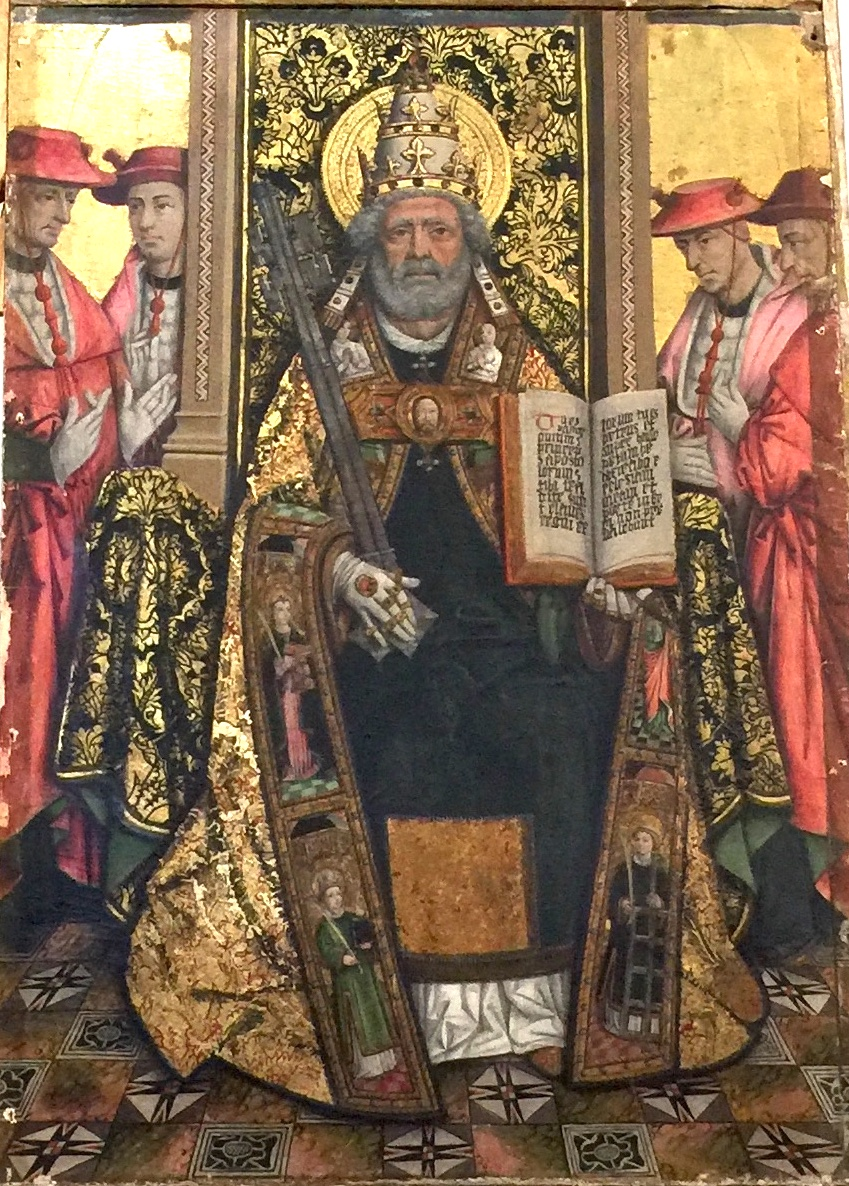
Papa Bento XIII, que acabou por se tornar um adversário de Fernández de Frías.

Decepcionado com suas expectativas, Fernández de Frías impediu o novo arcebispo de tomar posse da sé; Bento XIII respondeu a essas manifestações de hostilidade um ano depois, privando-o da diocese de Osma. O contraste entre o papa e o cardeal cresceu ainda mais quando Bento XIII convocou Fernández de Frías à Cúria para preparar uma viagem da Cúria à Itália (para Gênova em 1404-1405) e o cardeal recusou, incorrendo, consequentemente, em sanções eclesiásticas. Essa oposição ao papa acabou privando Fernández de Frías de um apoio importante nos contrastes com seus oponentes na corte de Castela: em uma discussão com o bispo de Segóvia —Juan de Serrano—, os escudeiros do cardeal acabaram espancando o clérigo. O rei, instigado pelos nobres, acabou responsabilizando Pedro de Frías, prendendo-o e confiscando seus bens, bem como 100.000 florins e prata, que mais tarde foram objeto de várias reivindicações. O Rei Dom Henrique III de Castela o trancou em um mosteiro franciscano e pensou em mandá-lo para o exílio na corte de Bento XIII, onde chegou no final de junho de 1406; em 27 de agosto, as sanções eclesiásticas foram anuladas.
No final de 1406, o Papa Inocêncio VII morreu em Roma: seu sucessor, Papa Gregório XII, enviou uma legação a Bento XIII e em 21 de abril de 1407 foi estipulado o Tratado de Marselha, também assinado por Fernández de Frías, que estabeleceu uma reunião dos papas para o outono seguinte em Savona. Para reafirmar este compromisso, durante o verão chegou à Cúria de Avinhão uma embaixada florentina liderada por Filippo Corsini; com base nas instruções recebidas, os florentinos deveriam consultar, além dos cardeais Niccolò Brancaccio e Ludovico Fieschi, também a Fernández de Frías: todos os três "anno singulare affectione e benevolenza alla nostra comuni". No entanto, o encontro dos papas foi adiado porque ambos temiam ser sequestrados ou vítimas de conspirações.

### Ligações com Alexandre V e João XXIII de Pisa

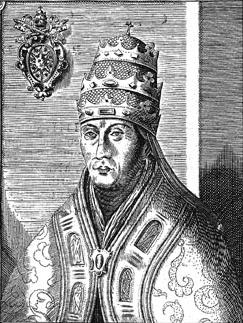
O Papa Alexandre V, eleito em Pisa, que confirmou as dignidades do cardeal Fernández de Frías.

Pedro acabou se mudando para a Itália, especificamente para participar do Concílio de Pisa, onde participou da deposição de Bento XIII. Ele então comunicou a notícia, em 5 de junho de 1409, ao rei Martim I de Aragão, descrevendo o Papa Luna como cismático e encorajando-o a retirar a obediência. O rei, prudente como mostra a correspondência, reluta em desobedecer a Bento XIII até que ele tenha verificado os fundamentos, enquanto repreende o cardeal por sua atitude. Mas Frías estava exultante por ser apoiado pelo novo papa Alexandre V – que lhe devolveu o bispado de Osma e o nomeou governador de Roma e vigário da Santa Igreja Romana – e pelo imperador alemão Carlos IV, que lhe ofereceu renda em compensação por aqueles que ele havia perdido em Castela.
No final de 1409, Fernández de Frías acompanhou Alexandre V a Bolonha, onde o papa fixou residência permanente no início de 1410. No outono de 1409, Luís II de Anjou, que havia sido investido por Alexandre V do Reino da Sicília, e o legado de Bolonha, Baldassarre Cossa, depois de concluir uma liga com Florença e Siena, garantiram à cidade de Roma a obediência de Pisa. Em fevereiro de 1410, o papa recebeu uma legação de Roma em Bolonha e, em 19 de março, conferiu o vicariato da cidade a Fernández de Frías. Um mês depois, o cardeal deixou Bolonha, mas voltou para lá no início de maio com a notícia da morte de Alexandre V, para participar do conclave que elegeu Baldassarre Cossa, que adotou o nome de João XXIII, foi eleito em 17 de maio. Poucos dias depois, o novo papa confirmou o vicariato a ele, que - depois de passar por Florença - chegou a Roma em 14 de junho.
Foi bomeado bispo da sé suburbicária de Sabina em 23 de setembro de 1412, mantendo o título de Santa Praxedes in commendam, além de ser nomeado no mesmo ano como Arcipreste da Basílica Patriarcal do Vaticano.

### Papado de Martinho V

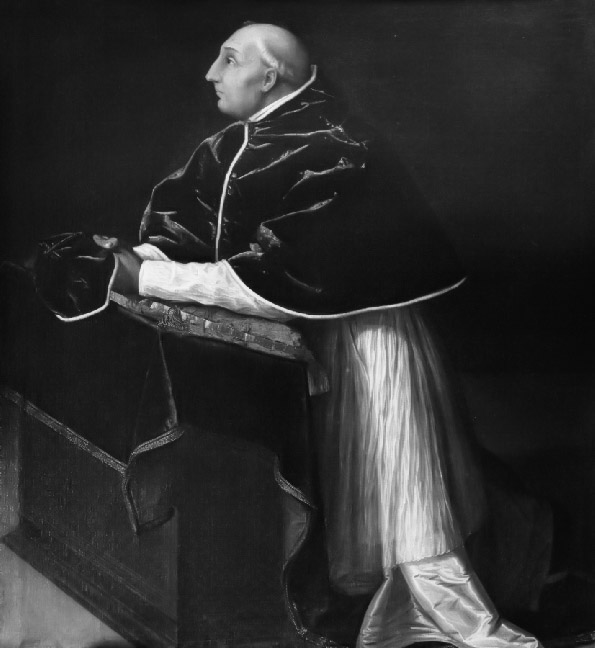
O Papa Martinho V, que confirmou todas as dignidades do cardeal Fernández de Frías.

Após a partida de Luís de Anjou, Ladislau de Nápoles temia um acordo entre João XXIII e Sigismundo de Luxemburgo, rei dos romanos desde 1410; em junho de 1413, ele começou o avanço sobre Roma. O papa fugiu com seus cardeais para o Norte, mas Florença negou asilo à Cúria. Nessa situação desesperadora, João XXIII, depois de se encontrar com Sigismundo em Lodi em dezembro de 1413, providenciou a abertura de um novo concílio em Constança para 1 de novembro do ano seguinte. A decisão também foi confirmada pelo Papa quando, em 6 de agosto de 1414, seu adversário Ladislau morreu. Fernández de Frías esteve presente em 29 de outubro e, novamente, em 30 de maio de 1416, muito depois do início do concílio e dos julgamentos contra João XXIII e Jan Huss. Em Avinhão, o cardeal esperou as decisões dos reinos espanhóis: tanto Aragão quanto Castela, somente após o Tratado de Narbonne no final de 1415, decidiram abandonar Bento e participar do concílio. Em 16 de junho de 1416, Afonso V de Aragão agradeceu a Fernández de Frías por sua mediação; em setembro, a legação aragonesa chegou a Constança, seguida, em março seguinte, pela castelhana. No verão de 1417, Fernández de Frías participou das reuniões do "nacio, hispanica": após a renúncia de Gregório XII e a demissão de Bento XIII, a eleição de um novo pontífice era, de fato, iminente. Em 11 de novembro, o cardeal Oddo Colonna foi finalmente escolhido, que tomou o nome de Martinho V. Com a Cúria deste último, Fernández de Frías retornou à Itália, e o novo papa conferiu-lhe o título de Santa Cecília, também in commendam. Em Florença, ele testemunhou o reconhecimento por Martinho V dos cardeais anteriormente nomeados por Bento XVI, a criação renovada de cardeal de seu ex-protetor Cossa e a morte repentina deste último.
Ainda em 1419, ele manobrou junto dos reis aragoneses para obter o arcebispado de Zaragoza. Morreu em 19 de setembro de 1420, em Florença. Seu corpo foi trasladado em 1422, por meio de salvo-conduto, para ser enterrado na catedral de Burgos.

### Controvérsias
Fernán Pérez de Guzmán em seu Generaciones y semblanzas (1924) afirmava que Pedro Fernández de Frías, era "astuto, malicioso, hedonista e efeminado". Modesto Lafuente acrescenta aos adjetivos expressos antes os de incontinente e avarento, definindo-o como "um cortesão maquiavélico, não muito devoto e sem escrúpulos". Autores mais recentes buscam um equilíbrio na avaliação de sua figura, elogiando suas obras piedosas e e de caridade. Fernández de Frías fundou várias capelanias em conventos como o de Santa Clara de Burgos com importantes receitas para a sua manutenção. Ele também doou joias e bens para outras fundações e até planejou uma escola clerical para estudantes em Salamanca.

### Conclaves
- Conclave de 1394 - não participou da eleição do Antipapa Bento XIII
- Conclave de 1409 - participou da eleição do Antipapa Alexandre V
- Conclave de 1410 - participou da eleição do Antipapa João XXIII
- Conclave de 1417 - participou da eleição do Papa Martinho V